# Chubby Checker
Chubby Checker (Spring Gulley, Južna Karolina, SAD, 3. listopada 1941. -) je američki pjevač i skladatelj  (rođen kao  Ernest Evans) koji je svjetsku slavu stekao 1960-ih,  promocijom i popularizacijom novog plesa twista, - to mu je uspjelo izvedbom pjesme The Twist (pjesma Hanka Ballarda) 1960., koja je odmah postala #1 na američkoj top ljestvici (Billboard Hot 100)

## Karijera

### Početci i uspjeh
Ernest Evans rođen je u Spring Gulleyu, Južna Karolina, ali je odrastao u južnoj Philadelphji, Pennsylvania s roditeljima i dva brata. Naučio je svirati klavir u ranoj mladosti, još prije upisa u srednju školu. Jedan od njegovih školskih kolega bio je Fabiano Forte, kasnije je postao poznati pop pjevač (1960-ih ) pod pseudonimom Fabian.
Nakon škole Ernest Evans počeo je raditi kojekakve poslove, između ostalog i kao zabavljač kupaca (pjesmama, šalama i ostalim) u trgovačom centru - Produce Market. Njegove vokalne mogućnosti toliko su oduševile vlasnika centra Henryja Colta, da je on nagovorio svog 
poznanika i prijatelja Karla Manna (koji je radio u izdavačkoj kući Cameo-Parkway Records, kao skladatelj) da uzme Chubbya, kako ga je on nazvao i snimi s njim neku pjesmu za američku televizijsku emisiju American Bandstand, koju je vodio Dick Clark.
Chubby Checker je snimio jednu zezanciju, u kojoj je kao pravi srednjoškolac imitirao tadašnje velike zvijezde Fatsa Domina, Frankia Avalona i sastav The Chipmunkse, ali tako kao da oni pjevaju popularnu dječju pjesmicu Mary Had a Little Lamb. To se toliko dopalo ljudima iz Cameo-Parkway Recordsa, da su potpisali ugovor s Chubby Checkerom i izdali singl s njegovom snimkom pod nazivom The Class, ploča 
je doživjela solidan uspjeh i popela se na #38 američke top ljestvice 1959.
Potom je Checker snimio svoju verziju pjesme The Twist u srpnju 1960., prvi javno izvođenje bilo je u tv emisiji The Clay Cole Show,na lokalnoj njujorškoj televiziskoj postaji. The Twist je vrlo brzo postao #1 ( u dva navrata), a ples twist svjetski fenomen. Inače pjesma The Twist je snimljena još 1959. od strane autora glazbe Hank Ballarda, tad se popela do #16 mjesta. 
Nakon prvog velikog uspjeha, nastavio je s izdavanjem relativno uspješnih plesnih singlica;  The Hucklebuck (#14), The Fly (#7), Dance the Mess Around (#24) i Pony Time, koja je postala Checkerov drugi  #1 singl. Checker je nastavio dalje sa  twistom snimivši, Let's Twist Again, za koji je dobio nagradu Grammy 1961. (najbolja Rock & Roll Solo interpretacija). 1962. snimio je u duetu s pjevačicom Dee Dee Sharp, Slow Twistin, koja se popela #3, potom je izdao singl Limbo Rock koji se popeo na  #2 pri kraju 1962., to je ujedno bio i posljednji Checkerov hit koji se popeo u prvih 10 (Top Ten).
1964. godine Checker se oženio nizozemskom ljepoticom Cathariom Lodders, bivšom Miss svijeta iz 1962. Nakon ženidbe Checker je nastavio snimati relativno uspješne ploče sve tamo do 1965., kad je promjena glazbenog ukusa, učinila kraj njegovoj karijeri.

### Nakon zenita
Chubby Checker nakan pada popularnosti, počeo je živjeti na račun stare slave, pojavljivao se na svim mjestima gdje su ga htjeli, išao na turneje po Europi i svijetu, i nastojao ponovno pogoditi ukus publike.
Chubby Checker snimio je 1969. dance-inačicu pjesme Beatlesa Back in the USSR koja je međutim dosegla tek #82 mjesto.
Nakon toga snimio je album Chequered!, kasnije preimenovan u New Revelation s psihodeličnim materijalom (početkom 1970-ih) koji je izdan samo u Europi, album je međutim vrlo loše primljen kod publike.
Kako ga nije išlo s novim stvarima, tako se Chubby Checker nije nimalo libio da se koristi starom slavom stečenom na nezaboravnom hitu The Twist, tako je 1987., snimio novu rap inačicu iste pjesme sa sastavom The Fat Boys, i dospio na #18 mjesto.

## Hitovi
1959:
- "The Class" (#38).

1960:
- "The Twist" (#1)
- "The Hucklebuck" (#14)

1961:
- "Pony Time"  (#1)
- "Dance the Mess Around"  (#24)
- "Twistin' U.S.A." (#68)
- "Let's Twist Again" (#8)
- "The Fly" (#7)
- "The Twist" (reizdanje #1. siječnja 1962.)
- "Jingle Bell Rock" (s Bobby Rydell)  (#21)

1962:
- "Slow Twistin'" (s Dee Dee Sharp)  (#3)
- "Dancin' Party" (#12)
- "Limbo Rock" (#2)
- "Popeye The Hitchhiker"  (#10)

1963:
- "Twenty Miles" (#15)
- "Let's Limbo Some More" (#20)
- "Birdland"  (#12)
- "Twist It Up" (#25)
- "Loddy Lo"  (#12)
- "Hooka Tooka"  (#17)

1964:
- "Hey, Bobba Needle" (#23)
- "Lazy Elsie Molly"  (#40)

1965:
- "Let's Do the Freddie" (#40)

1988:
- "The Twist (Yo, Twist!)" (s The Fat Boys)  (#16)

## Vanjske poveznice
- Službene stranice  Arhivirana inačica izvorne stranice od 27. siječnja 2016. (Wayback Machine)
- Chubby Checker - Kralj twista - dr. Frank Hoffmann